# 方皓
方皓（1944年10月—），男，汉族，中华人民共和国政治人物。高级工程师。曾任广西梧州地区行署专员，玉林市人民政府市长、第九届全国人大代表。